# Концерт для віолончелі з оркестром (Барбер)
Концерт для віолончелі з оркестром (Op. 22, 1945) — музичний твір Самюеля Барбера, другий з трьох його концертів (перший — Концерт для скрипки, третій — Концерт для фортепіано).

## Історія
Барбер отримав доручення від Сергія Кусевицього написати віолончельний концерт для російської віолончелістки Раї Гарбузової. Фінансував виконання цього замовлення Джон Ніколас Браун, віолончеліст-аматор і повірений Бостонського симфонічного оркестру (Heyman, 1992, 248). Нотний запис присвячено Джону та Анні Браун (Barber, 1952, 1).
Пізніше Кусевицький сказав про свої очікування, що ця робота стане для XX століття тим, чим скрипковий концерт Брамса став для XIX-го.[джерело?]
На момент отримання замовлення Барбер ще був на службі в армії США. Перед початком роботи він попросив Гарбузову зіграти для нього її репертуар, щоб зрозуміти її стиль виконання і можливості інструмента (Heyman, 1992, 249). Концерт було закінчено 27 листопада 1945 року (Heyman, 1992, 252).
Прем'єра Концерту відбулася 5 квітня 1946 року у Symphony Hall (Бостон) у виконанні Гарбузової та Бостонського симфонічного оркестру, наступні виконання були 12 і 13 квітня у Brooklyn Academy of Music (Heyman, 1992, 252).
За Концерт для віолончелі Барбер отримав New York Music Critics' Circle Award 1947 року (Heyman, 1992, 257).
Твір лишився майже невідомим, виконують його рідко, зокрема через значну технічну складність (Davies, 1999, 34).

## Будова
Твір складається з трьох частин:
1. Allegro moderato
2. Andante sostenuto
3. Molto allegro e appassionato

Концерт призначений для віолончелі та оркестру, що складається з 2 флейт, гобоя, англійського ріжка, 2 кларнетів, 2 фаготів, 2 горнів, 3 труб, литаврів, малого барабана та струнних.